# Ministro Portales (DD-17)
El Ministro Portales (DD-17), originalmente botado como USS Douglas H. Fox (DD-779), fue uno de los 58 destructores de la clase Allen M. Sumner construidos para la Armada de los Estados Unidos entre 1943 y 1945 para servir en la Segunda Guerra Mundial. La clase Sumner se caracterizó principalmente por su montaje doble de cañones de 5"/38 y por tener dos timones, lo que mejoraba su poder de fuego y maniobrabilidad comparados con los de la clase Fletcher. Puesto en servicio el 26 de diciembre de 1944 con el nombre de Douglas H. Fox (DD-779) participó en el frente japonés durante la Guerra Mundial y en las guerras de Corea y de Vietnam. En 1973 fue vendido a Chile participando en varias operaciones UNITAS como integrante de la Escuadra. Hundido en el pacífico al servir de blanco para la artillería naval y bombardeo de aviones el 11 de noviembre de 1998.

## Características
Antes que la construcción de la clase Fletcher comenzara, la Armada de los Estados Unidos ya en 1940 había considerado diseñar una nave que pudiese llevar montajes dobles de 5”/38 doble propósito. En septiembre de 1941, cuando se había puesto la quilla del primer destructor de la clase Fletcher, se propusieron seis nuevos diseños de naves que empleaban el mismo desplazamiento de 2100 toneladas a los que se les llamó DD 692 clase Allen M. Sumner. En 1943 se seleccionaron algunos astilleros que comenzaron a cambiar la producción de Fletchers a Sumners. Esta clase tenía una manga 1 pie más ancha que los Fletcher y dos timones en vez de uno. Una de las ventajas sobre los Fletcher era su gran potencia de fuego, especialmente hacia proa.
Fue lanzado al agua el 30 de septiembre de 1944 en el astillero Todd Pacific Shipyard, Seattle, Washington y puesto en servicio activo el 26 de diciembre de 1944. Su desplazamiento a plena carga era 3218 toneladas, eslora de 114,76 metros, manga de 12 metros y calado de 4,78 metros. Desarrollaba una velocidad máxima de 35 nudos. Su armamento consistía en 3 torres dobles de 5"/38 doble propósito, 12 ametralladora de 40 mm., 11 ametralladora de 20 mm., 10 tubos para torpedos de 21", 2 deslizadores para bombas de profundidad y 6 morteros para lanzar bombas de profundidad. Su dotación era de 336 hombres.

## Servicio en la Armada de los Estados Unidos

### Durante la Segunda Guerra Mundial
1944
Se unió a los ejercicios en aguas hawaianas donde arribó el 21 de abril de 1944, luego zarpó hacia Okinawa donde recaló el 5 de mayo y se integró como buque piquete de radar. Derribó 7 aviones durante un ataque directo de 11 kamikazes, impactó a 5 de sus atacantes antes de ser alcanzado por un kamikaze y su bomba, y ser rociado por la gasolina ardiente de una de sus víctimas. Aunque 7 hombres de su tripulación murieron y 35 fueron heridos pudo extinguir rápidamente el fuego lo que le permitió llegar por sus propios medios a Kerama Retto para reparaciones temporales y luego continuó a San Francisco, puerto al que arribó el 23 de junio para reparaciones definitivas.
Como reconocimiento de sus servicios en la guerra obtuvo una estrella de combate.

### Período posguerra mundial
1945
Tras un entrenamiento en San Diego, el 30 de septiembre de 1945, zarpó hacia la costa Este, arribando a Nueva York el 17 de octubre para las celebraciones del Día de la Marina - Navy Day - luego llegó a su puerto base, Norfolk, el 2 de noviembre donde efectuó tareas locales y de guardia de aviones en el Caribe.
1946
Ayudó al alistamiento del nuevo portaaviones Franklin D. Roosvelt (CVB-42) desde el 14 de enero al 6 de marzo de 1946, visitando Río de Janeiro en febrero. También visitó Valparaíso, Chile, y Lima, Perú acompañando al acorazado Wisconsin y al portaaviones Leyte. Permaneció en el Caribe participando en ejercicios de escolta hasta el 14 de diciembre fecha en que arribó a New London para un período de mantenimiento y permisos del personal.
1947
El 21 de julio de 1947 zarpó de Norfolk en viaje de trabajo al Mediterráneo. El 29 de septiembre, al zarpe de Trieste chocó con una mina de la Segunda Guerra Mundial la que le causó graves daños en su popa, mató 3 hombres e hirió a otros 12. Fue remolcado a Venecia por dos remolcadores italianos y el 13 de noviembre por el ATF-156 Luiseno hasta Boston donde recalaron el 5 de diciembre.
1948
Zarpó de Newport, Rhode Island el 20 de julio de 1948 hacia el Mediterráneo visitando varios puertos hasta el 28 de septiembre en que se unió al CL-107 Huntington y efectuaron un viaje de buena vecindad visitando Mombasa, Kenia; Durban, Sud África; rodearon el cabo de Hornos recalando en Buenos Aires, Río de Janeiro y Montevideo regresando a Norfolk el 8 de diciembre donde efectuó operaciones a la cuadra de los cabos de Virginia.
1949
El 6 de julio de 1949 en viaje desde la bahía de Guantánamo a Panamá fue abordado por su banda de babor por el USS Willard Keith perdiendo su ballenera y sufriendo daños menores en el centro del buque.
1950
El 5 de enero de 1950 arribó a Charleston, Carolina del Sur, y el 21 de abril fue puesto fuera de servicio e ingresó a la Flota de Reserva del Atlántico. Fue reactivado y puesto en servicio nuevamente el 15 de noviembre.

### Durante la guerra de Corea
1952
Estallada la guerra con Corea sirvió en la costa Este hasta 22 de enero de 1952 fecha en que zarpó de Norfolk hacia el Lejano Oriente donde se unió a la escolta de la Fuerza de Tarea 77 (TF 77), participó en el bombardeo de Wonsan el 13 de marzo. Luego se unió al CL-83 Manchester efectuando fuego de hostigamiento contra las tropas norcoreanas. En mayo efectuó operaciones de fuego de bombardeo terrestre y rastreo de minas y contribuyó al debilitamiento de la industria pesquera norcoreana capturando 26 sampanes. El 21 de junio se dirigió a Yokosuka y luego hacia el oeste navegando el océano Índico y el mar Mediterráneo para completar la vuelta al mundo regresando a Norfolk el 19 de agosto.
Obtuvo una estrella de combate como reconocimiento de sus acciones en la guerra.

### Período posguerra de Corea
1954-1967
En febrero de 1954 inició un segundo crucero alrededor del mundo que incluyó su paso por el canal de Suez, tres meses de operaciones en Japón y Corea y el regreso a Norfolk el 16 de agosto de 1954 luego de haber recalado en Midway, Pearl Harbor y San Francisco.
Entre el 20 de junio y el 8 de julio de 1955 efectuó un viaje de entrenamiento de guardiamarinas a Nueva Escocia y entre el 8 de noviembre de 1956 al 26 de febrero de 1957 efectuó viajes con la Sexta Flota al Mediterráneo. Entre el 3 de septiembre y el 22 de diciembre de 1957 participó con naves británicas y canadienses en ejercicios de la OTAN en el Atlántico Norte, visitó el Mediterráneo antes de regresar Norfolk. Entre el 7 de agosto de 1959 y el 26 de febrero de 1960 regresó al Mediterráneo operando también en el Mar Rojo y el golfo Pérsico regresando a Norfolk para mantenimiento. Entre junio y fines de 1960 operó en la costa Este cruzando el círculo polar ártico durante maniobras con la OTAN y luego patrulló las aguas del Caribe durante los disturbios políticos ocurridos en América Central. Del 21 al 25 de mayo de 1961 visitó Tobruk, Libia. A fines de 1961 y hasta marzo de 1962 participó en ejercicios de guerra antisubmarina en el Mediterráneo al término de los cuales se dirigió al Astillero Naval de Norfolk donde fue sometido a una modernización llamada FRAM II que consistió en prolongar su vida útil por 5 años actualizándole sus tubos lanzatorpedos y el sistema de sonar y acomodándole un helicóptero antisubmarino. En noviembre de 1962 dejó el astillero con una mayor capacidad antisubmarina y mejores alojamientos.
En diciembre de 1962 se unió al Grupo de Entrenamiento de Flota en la bahía de Guantánamo para un período de reentrenamiento. En febrero y marzo de 1963 participó en la Operación Springboard-63 en el Caribe, después de la cual reasumió su tarea de guerra antisubmarina con la Flota del Atlántico. En julio de 1964 estuvo desplegado en el Mediterráneo regresando a Norfolk en noviembre. A principios de 1965 participó en la Operación Springboard-65, después de la cual reasumió sus tareas con el Grupo de Tarea Cuatro. En el verano de 1965 estuvo desplegado en el Mediterráneo realizando operaciones de Guerra Antisubmarina con naves británicas. Desde noviembre de 1965 hasta abril de 1966 estuvo en reparaciones en el Astillero Naval de Norfolk. En julio de 1966 regresó al Mediterráneo visitando Safi, Marruecos y regresando a Norfolk el 7 de diciembre de 1966.
En 1967 se unió a la Segunda Flota, operando un largo tiempo en áreas justo al este del cabo Hatteras. En mayo de 1967 participó con otros 55 buques de cuatro países en la Operación Fizwiz Sunrise. En junio participó en un ejercicio de la OTAN llamado "New Look" lo que lo llevó diez días al Atlántico Norte. Luego operó dos semanas a la altura de Key West como buque escuela de la Escuela de Sonar de la Flota. El 1 de septiembre de 1967 inició un período de cinco meses de trabajo con la Sexta Flota en el Mediterráneo.

### Durante la guerra de Vietnam
1968-1973
En septiembre de 1968, 323 millas al sureste de Charleston, South Caroline, en ruta hacia Vietnam, estalló un incendio en la caldera de popa, matando a tres marineros e hiriendo a otros cinco. Luego de controlar el fuego el buque regresó a puerto por sus propios medios. Fue sometido a reparaciones extensas en el Astillero Naval de Charleston zarpando nuevamente hacia Vietnam donde llegó en febrero de 1969.
Desde febrero a septiembre operó en el área de Vietnam en múltiples tareas que incluyeron guardia de aviones en el golfo de Tonkin y fuego de hostigamiento e interceptación también proporcionó a las tropas fuego de apoyo naval en muchas oportunidades.
Después de 29 años de servicio que incluyeron tres guerras, el 15 de diciembre de 1973, al Douglas H. Fox se le ordenó dirigirse al Astillero Naval de Filadelfia donde fue puesto fuera de servicio.

## Servicio en la Armada de Chile
1974-1998

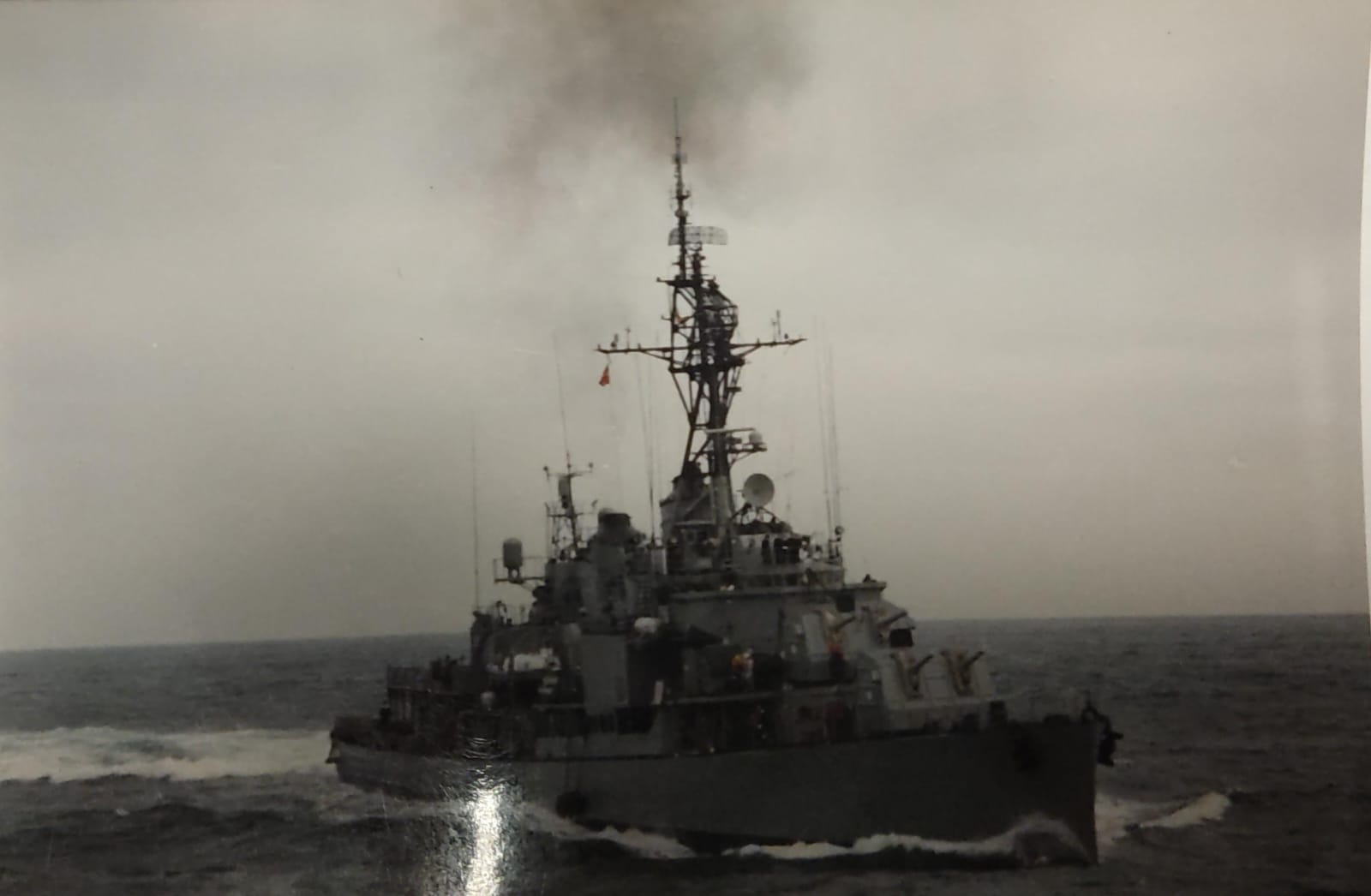
Imagen del buque Destructor Portales DD17, Chile.

Adquirido por el gobierno de Chile con fecha 8 de enero de 1974, se integró a la Armada con el nombre de Ministro Portales. Formó parte de la Escuadra por muchos años participando un varias operaciones UNITAS.
Entre 1975 y 1976 fue modernizado agregándosele una extensión en la cubierta de vuelo. En 1978 participó en el conflicto del canal Beagle. Fue dado de baja con fecha 14 de diciembre de 1990 y el 15 de enero de 1991 fue eliminado del listado naval.
En junio de 1991 fue asignado al Distrito Naval Beagle para opoyar a la flotilla de torpederas. Remolcado desde Talcahuano a Puerto Williams entre el 11 de septiembre y el 18 de septiembre de 1991.
El 11 de noviembre de 1998 fue hundido después de servir de blanco para la artillería naval y de bombardeo para aviones de la Fuerza Aérea de Chile.